# Tehran International Tower
Tehran international Tower – wieżowiec w Teheranie, w Iranie, o wysokości 162,5 m (54 kondygnacje). Budynek został oddany do użytku w 2007 roku.